# Teratornis
Teratornis (aus altgriechisch τέρας/τέρατ- téras/térat-, deutsch ‚Himmelszeichen, Wunder, Ungeheuer‘ und altgriechisch ὄρνις órnis, deutsch ‚Vogel‘) war eine in den südlichen USA (Florida bis Kalifornien) verbreitete Vogelgattung, die heutigen Geiern ähnelte, die nähere Verwandtschaft dieser Art wie auch der Teratornithidae insgesamt ist bis heute jedoch ungeklärt. Es wurden zwei Arten beschrieben.
Teratornis merriami hatte eine Flügelspannweite von ca. 3,5 bis 3,8 m, wog ca. 15 kg und erreichte stehend eine Höhe von etwa 75 cm; er war damit eine der kleineren Arten der Familie. Die Art war in Nordamerika im späten Pleistozän weit verbreitet, Fossilien von mindestens 100 Tieren dieser Art wurden in Kalifornien (insbesondere in den La Brea Tar Pits), Arizona, Nevada und Florida gefunden. Er wird zur nordamerikanischen Megafauna gezählt.
Teratornis incredibilis war etwa 40 % größer als T. merriami. Stehend war er ebenfalls 75 cm hoch, hatte allerdings eine Flügelspannweite von 5,2 bis 5,9 m. Seine fossilen Überreste wurden in Nevada und Kalifornien gefunden.
Die riesigen, brettartigen Flügel, der riesige Schnabel und die kaum gekrümmten Krallen weisen darauf hin, dass Teratornis ebenso wie die weiteren Vertreter der Familie ähnlich wie die heutigen Altweltgeier überwiegend die Thermik über offenen Landschaften zur Nahrungssuche genutzt und vom Aas der pleistozänen Großsäuger gelebt hat. Die von Campbell & Tonni (1983) vertretene Hypothese, dass Teratorniden überwiegend lebende Beute von Hasengröße erbeuteten und nicht in erster Linie von Aas lebten, wurde von Feduccia (1996) aufgrund der für eine solche Ernährung völlig ungeeigneten Morphologie verworfen.